# 711 Marmulla
711 Marmulla
711 Marmulla là một tiểu hành tinh ở vành đai chính, thuộc nhóm tiểu hành tinh Flora. Nó được xếp loại tiểu hành tinh kiểu S, có bề mắt sáng.
Tiểu hành tinh này do Johann Palisa phát hiện ngày 01.3.1911 ở Viên và được đặt theo tên Marmulla, phái sinh từ tiếng Đức cổ marmul, nghĩa là cẩm thạch